# Passaporto del Liechtenstein
Il passaporto del Liechtenstein è il documento rilasciato ai cittadini del Liechtenstein per poter effettuare viaggi internazionali. Il passaporto può anche servire come prova della cittadinanza del Liechtenstein.
La copertina del nuovo passaporto del Liechtenstein, membro dello Spazio economico europeo, presenta lo stemma del principato su sfondo blu. I cittadini del Liechtenstein sono trattati come i cittadini svizzeri in Svizzera e sono autorizzati a prendere la residenza negli Stati membri dell'Unione europea e del SEE.
I cittadini dello Spazio economico europeo (Unione Europea più Islanda, Liechtenstein, Norvegia) e Svizzera godono della libertà di viaggiare e lavorare in qualsiasi paese dell'Unione Europea senza visto, anche se le disposizioni transitorie possono limitare i diritti dei cittadini dei nuovi Stati membri a lavorare in altri paesi. Gli stessi diritti sono concessi ai cittadini della Svizzera, anche se non fa parte del SEE.

## Caratteristiche
La copertina è di colore è blu con al centro lo stemma del Liechtenstein e la scritta " FÜRSTENTUM LIECHTENSTEIN " sopra lo stemma e la parola " REISEPASS " in basso.
Nel passaporto biometrico (e-passport) compare anche l'apposito simbolo